# Asher ben Jehiel
Asher ben Jehiel Ashkenazi (ebraico: אשר בן יחיאל, o Asher ben Yechiel, a volte Asheri) (Colonia, 1250 o 1259 – Toledo, 1327) è stato un rabbino e teologo tedesco, noto per il suo compendio di legge talmudica.
Spesso citato col titolo Rabbenu Asher, "il nostro Rabbi Asher” o con l'acronimo ebraico di tale titolo, il Rosh (ebraico, רא"ש, letteralmente "testa"). Il suo yahrzeit (anniversario) cade il 9 Cheshvan.

## Biografia
Il Rosh nacque nella Germania occidentale e morì a Toledo, in Spagna. La sua famiglia era rinomata per erudizione e compassione; suo padre Yechiel era un talmudista e uno dei suoi antenati fu Rabbi Eliezer ben Nathan (il RaABaN). Asher ebbe otto figli, i più importanti dei quali furono Judah e Jacob, autore dell‘Arba'ah Turim, un codice di Legge ebraica. Il suo principale insegnante fu il Tosafista Rabbi Meir di Rothenburg, che a quell'epoca stava a Worms, in Germania. Oltre ai suoi studi, Asher lavorò come valutario per prestiti di denaro e, secondo una sua affermazione, godeva di discreta ricchezza.
Nel 1286, l'Imperatore Rodolfo I d'Asburgo aveva istituito una nuova persecuzione degli ebrei, e il rabbino Meir abbandonò la Germania, ma fu catturato e imprigionato. Il Rosh raccolse una somma per il suo riscatto e liberazione, ma Meir si rifiutò, per paura di favorire la detenzione di altri rabbini. Successivamente, il Rosh assunse la posizione di Rabbi Meir a Worms. In seguito però, fu costretto ad emigrare (con ogni probabilità, vittima di un ricatto da parte del governo, che mirava ad acquisire il suo patrimonio). Dopo aver lasciato la Germania, si stabilì prima nel sud della Francia, poi a Toledo, in Spagna, dove divenne rabbino su raccomandazione di Solomon ben Aderet. Giuda, figlio di Rabbenu Asher, testimoniò del fatto che suo padre morì in povertà a Toledo il 9 Cheshvan 5089 (1328 e.v.).
Rabbenu Asher possedeva una conoscenza talmudica "metodica e sistematica" e si distingueva per la sua capacità di condurre lunghe discussioni talmudiche. Il Rosh, influenzato dal suo insegnante Rabbi Meir, era contrario alle decisioni halachiche indulgenti, anche se teoricamente giustificate. Asher, tuttavia, si è reso noto per il suo ragionamento giuridico indipendente: "Non dobbiamo essere guidati nelle nostre decisioni dall'ammirazione di grandi uomini, e nel caso che una legge non venga chiaramente affermata nel Talmud, non siamo tenuti ad accettarla, anche se è basata sulle opere dei Geonim."
Rabbenu Asher si opponeva allo studio della conoscenza profana, soprattutto la filosofia. Sosteneva che la filosofia si basava sulla ricerca critica, mentre la religione si basava sulla tradizione ed i due erano quindi "incapaci di armonizzare". Disse che "nessuno che va a lei (filosofia) può ritornare" - in effetti, ringraziava Dio per averlo salvato dalla sua influenza, e si vantava di non possedere nessuna conoscenza al di fuori della Torah. Era a capo degli anti-maimonidei in Spagna e tentò anche di far emettere un decreto contro lo studio di materie non-ebraiche. Un effetto di questo atteggiamento fu di limitare la sua influenza sull'ebraismo secolare spagnolo. Allo stesso tempo, negli ambienti rabbinici, "trapiantò lo spirito talmudico rigoroso e restrittivo della Germania nella Spagna" e questo, in qualche misura, fece distogliere gli ebrei spagnoli dalla ricerca secolare in favore dello studio del Talmud.

## Opere
L'opera più conosciuta di Rabbenu Asher è il suo riassunto della Legge talmudica. Tale opera specifica la Halakhah finale e pratica, tralasciando le discussioni intermedie e illustrando concisamente le decisioni finali. Omette aree giuridiche riservate a Eretz Yisrael (come per es. le leggi agricole e sacrificali) e anche le porzioni aggadiche del Talmud. Jacob, il figlio di Asher, compilò una lista di decisioni trovate nell'opera, col titolo Piskei Ha-ROSH (decisioni del ROSH). Commentari dei suoi Halachot furono scritti da numerosi talmudisti successivi. Nelle yeshivot questa opera viene studiata regolarmente quale parte dello studio quotidiano del Talmud. Non solitamente noto, l'opera non è un commentario del Talmud, ma piuttosto un commentario di Rabbi Isaac Alfasi, e inizia sempre col testo di quest'ultimo.
L'opera assomiglia allo Hilchot di Rabbi Isaac Alfasi, ma ne differisce per le fonti citate: Maimonide, i Tosafisti e lo stesso Alfasi. il lavoro di Rabbenu Asher rimpiazzò quello di Alfasi in poco tempo ed è stato stampato con quasi ogni edizione del Talmud dal momento della sua prima pubblicazione. L'opera fu considerata così importante per la Legge ebraica, che Yosef Karo incluse il Rosh con Maimonide e Isaac Alfasi, quale uno dei tre maggiori poskim (decisori) considerati nel determinare le decisioni finali del suo Shulkhan Arukh.
Rabbi Asher ha inoltre scritto:
- Orchot Chaim, una saggio sull'etica, scritto per i suoi figli. Inizia col commento "Prendi le distanze dall'alterigia, con l'essenza del distanziamento.” Orchot Chaim è oggi un'opera importante di letteratura musar.
- Un commentario dello Zeraim (primo ordine della Mishnah) - con l'eccezione del Trattato Berachot.
- Un commentario del Tohorot (sesto ordine della Mishnah).
- Glosse del tipo Tosafot su numerosi temi talmudici.
- Un volume di responsa.
- Esiste un volume di responsa intitolato 'Besamim Rosh' che viene falsamente attribuito al Rosh. In realtà è stato dimostrato che è una contraffazione del XVIII secolo e contiene controverse decisioni che contraddicono ciò che il Rosh ha scritto nei suoi responsa genuini.[4]